# Нанси Ажрам
Нанси Ажрам (арабски: نانسي عجرم, латиница: Nancy Ajram) е ливанска певица, телевизионна личност и бизнесдама. Сред многото ѝ отличия е наградата за най-продаван изпълнител от Близкия Изток за 2008 г. на Световните музикални награди. Наречена е „Кралицата на арабския поп“, заради влияние върху възраждането на арабската поп музика през 21-ви век. С подкрепата на баща си тя започва да играе като дете и се появява в няколко телевизионни предавания в ранните си години. До 15-годишна възраст Ажрам подписва договор за запис с И Ем Ай и издава дебютния си студиен албум "Михтагалак" (1998). Въпреки че е под законната възраст, Ажрам е приета по изключение в Синдиката на професионалните артисти в Ливан. На следващата година тя издава втория си албум Sheel Oyoonak Anni (2001).

## Биография
Нанси Ажрам е родена на 16 май 1983 г. в семейството на Набил Ажрам и Раймонда Ун. Нанси има една сестра Надин и един брат Набил.
След тригодишна връзка  Нанси Ажрам се омъжва за известния ливански зъболекар Фади Ал Хашем на интимна церемония в тесен кръг от семейство и приятели в Кипър на 1 септември 2008 г.  На 16 май 2009 г. Нанси ражда дъщеря си Мила. Двете имат рожден ден на една и съща дата. Нанси посвещава песента „Ya Rab Tekbar Mila“ („Моля се Мила да порасне“) на своята дъщеря. На 23 април 2011 г. тя ражда втората си дъщеря Ела и в същия ден пуска песен за нея „Hadri Laabek“. На 30 януари 2019 г. тя ражда третата си дъщеря Лия. Четири дни по-късно Ажрам пусна песен, озаглавена „Lya“ за нея. 
Ажрам е най-следената арабска знаменитост в социалните мрежи.

## Дискография
- 1998: Mihtagalak (Имам нужда от теб)
- 2001: Sheel Oyoonak Anni (Свали очите си от мен)
- 2002: Ya Salam (Колко прекрасно)
- 2004: Ah W Noss (Да и половина)
- 2006: Ya Tabtab...Wa Dallaa
- 2007: Shakhbat Shakhabit
- 2008: Betfakkar fi eih?!